# Henri-Joseph Rutxhiel
Henri-Joseph Rutxhiel, né en 1775 à Lierneux en Belgique et mort en 1837 à Paris, est un sculpteur belge.

## Biographie
D'abord berger, il se tourne tardivement vers la sculpture. Il devient en 1800 l'élève de Jean-Antoine Houdon, puis du sculpteur Philippe-Laurent Roland et du peintre Jacques-Louis David. Il obtient en 1809 le prix de Rome de sculpture avec le relief Dédale attachant des ailes à son fils Icare, et part alors pour la villa Médicis. Il voyage en Italie à partir de 1810, puis rentre à Paris en 1811. 

## Œuvres
- Buste d'André Grétry (1804-1805), sculpture en Hermès, marbre, 59 × 31 × 23,5, Liège, La Boverie, classé comme trésor de la Fédération Wallonie-Bruxelles ;
- Buste du roi de Rome (1811), buste, marbre, château de Fontaineableau[2] ;
- Portrait d'Elfriede Clarke de Feltre (vers 1813), buste, marbre, musée d'Arts de Nantes ;
- Zéphyr enlevant Psyché (1814), groupe, marbre, Paris, musée du Louvre[3] ;
- Statue de Pierre André de Suffren (1819), Musée de l'Histoire de France (Versailles) ;
- Pandore (1819), groupe, marbre, Aix-en-Provence, musée Granet.

Œuvres
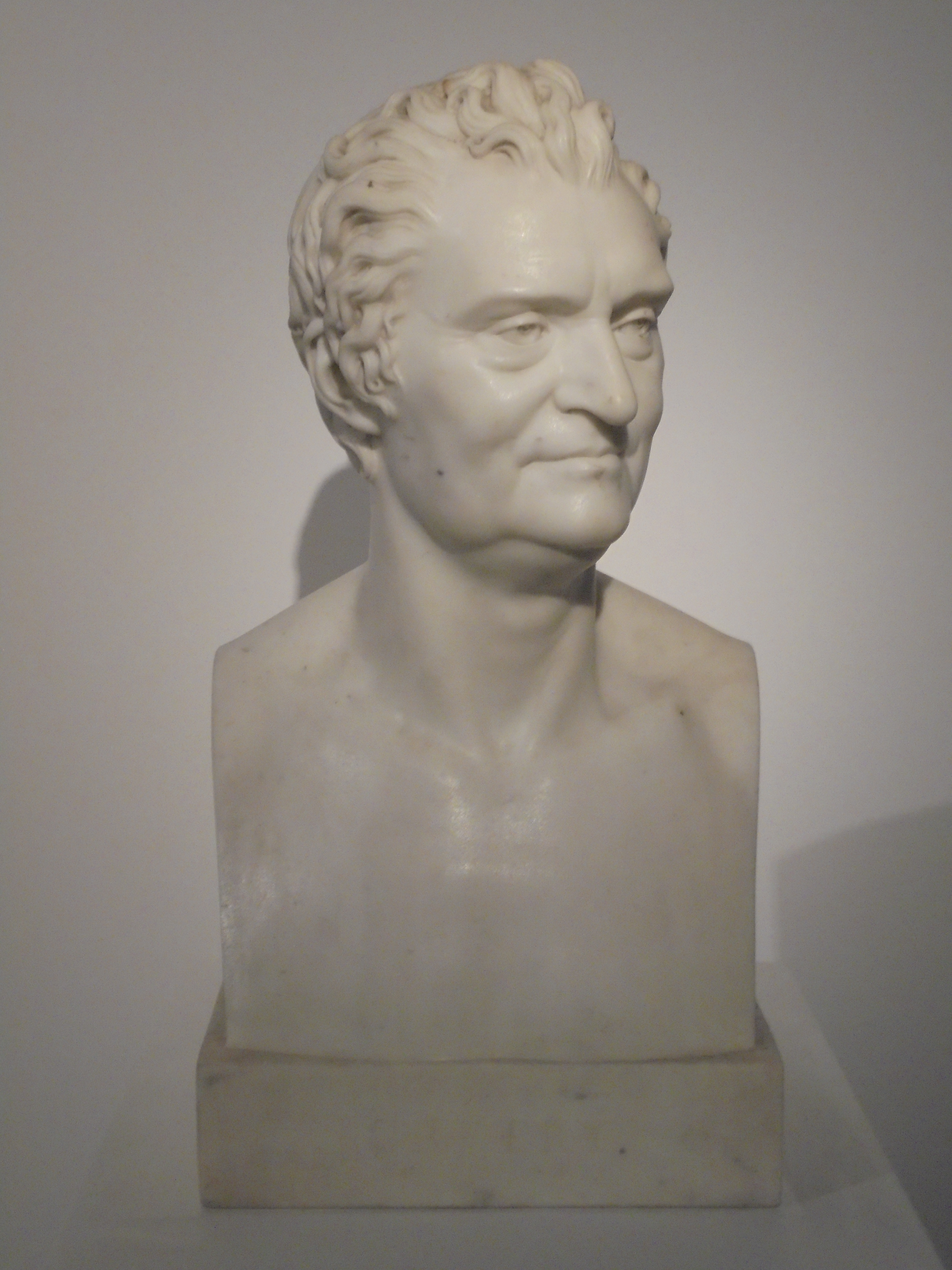
Buste de Gréty, 1804-1805.
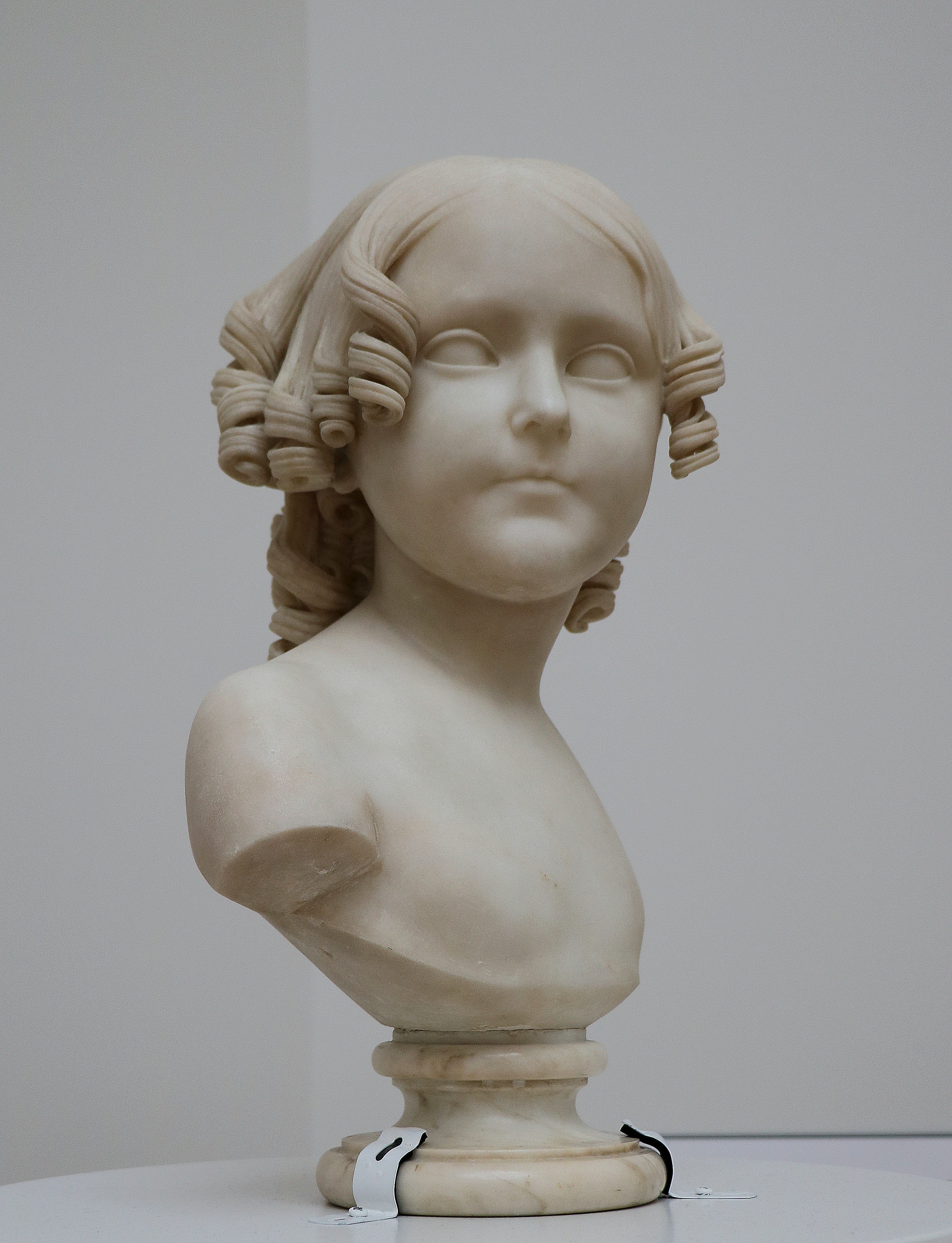
Buste d’Elfride Clarke de Feltre, 1813.
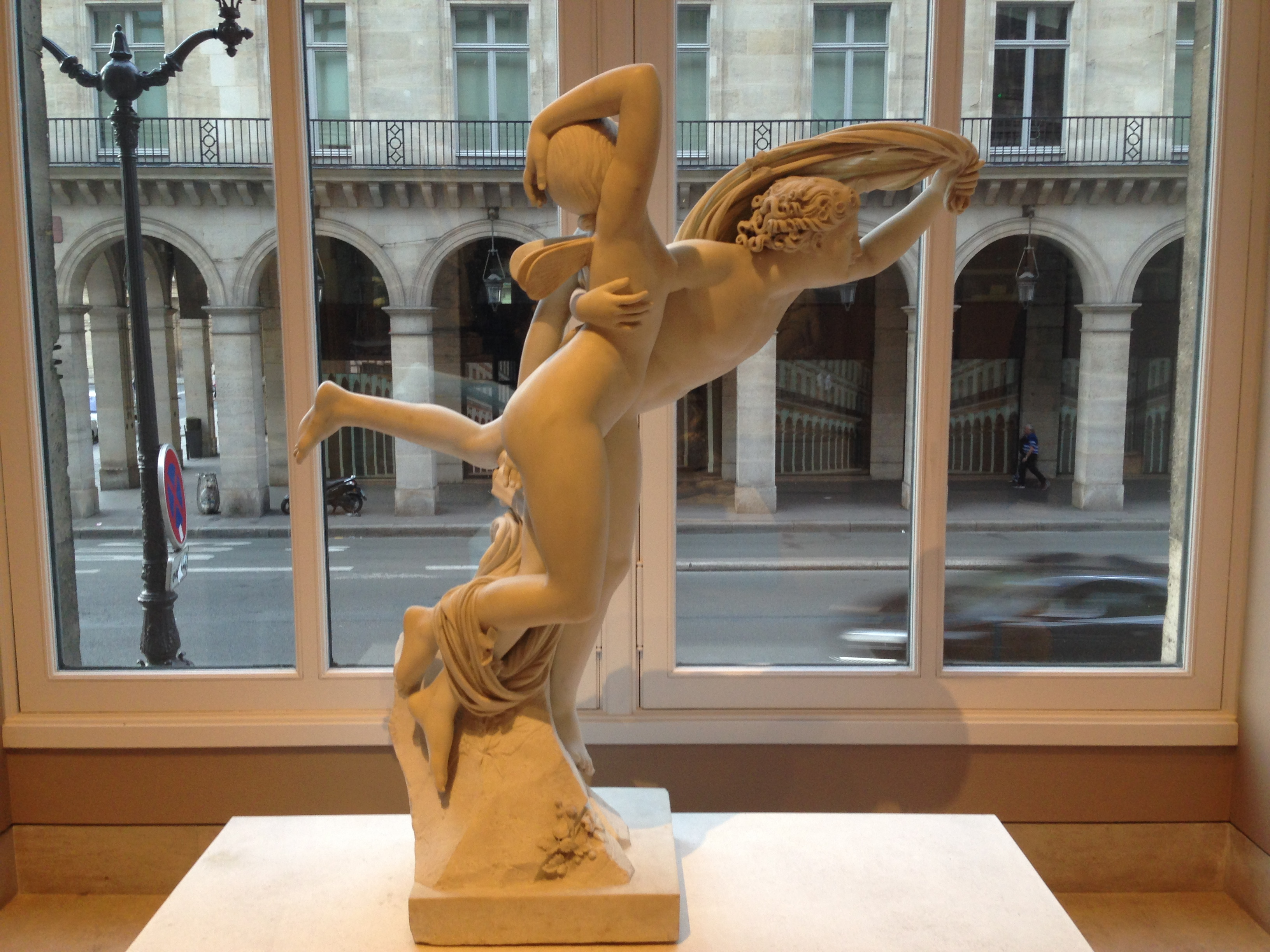
Zéphyr et Psyché, 1814.
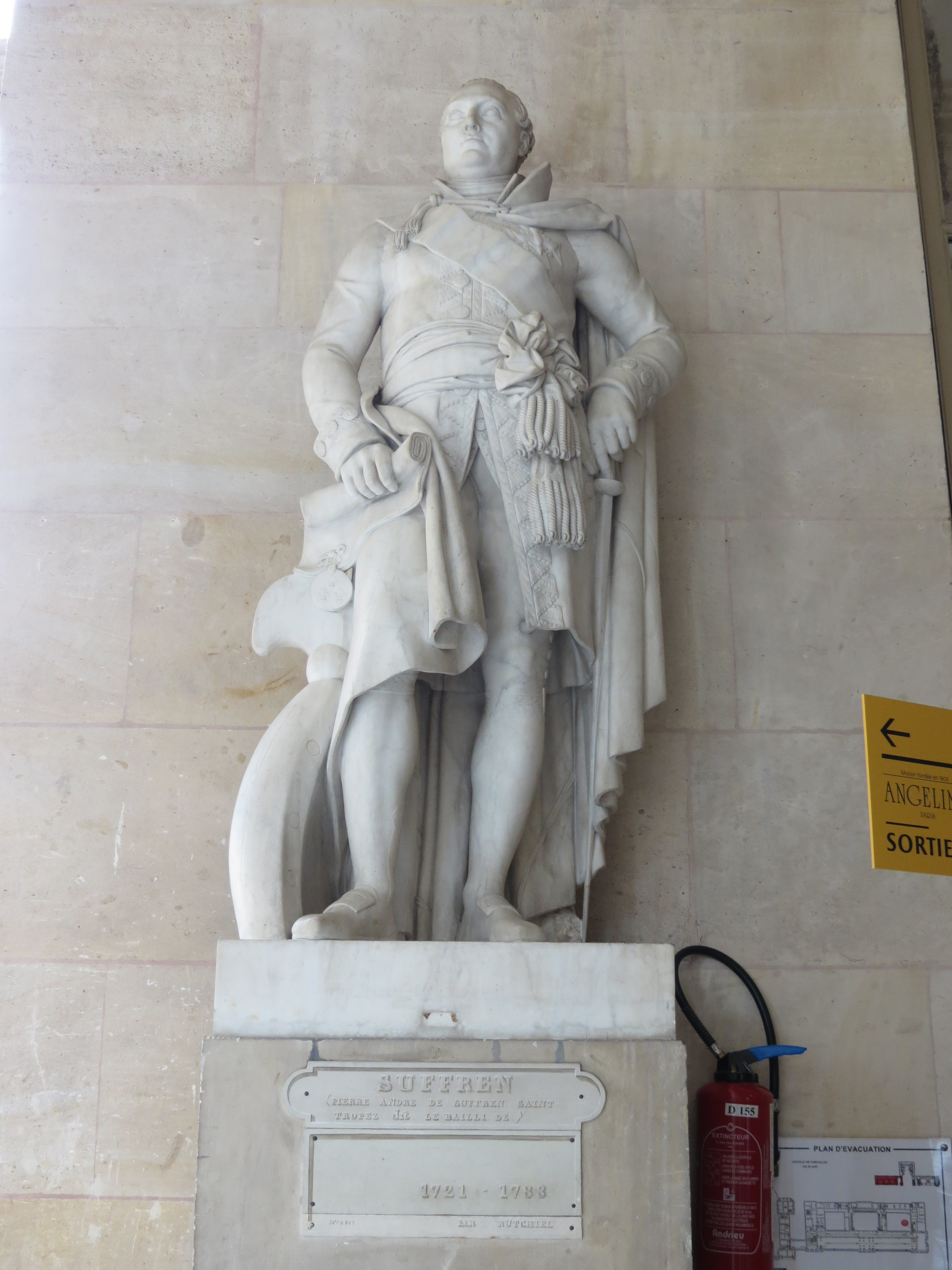
Statue de Suffren, 1819.